# جبل ليمون
جبل ليمون (بلغة أودهام: Babad Doʼag)، هو جبل بارتفاع 9,159 قدم (2,792 متر)، هو أعلى نقطة في سلسلة جبال سانتا كاتالينا. يقع الجبل في غابة كورونادو الوطنية شمال توسان (أريزونا)|توسان]]، أريزونا، الولايات المتحدة. تمت تسميته على اسم عالمة النبات سارة بلامر ليمون (Sara Plummer Lemmon)، التي بلغت قمة الجبل مع زوجها وإي. أو. ستراتون (E. O. Stratton) وهو صاحب مزرعة محلي، بواسطة الأحصنة وسيراً على الأقدام عام 1881. ويُذكر أن وادي جبل ليمون للتزلج، على الجانب الشمالي الشرقي من الجبل، يتلقى 200 بوصة (508 سم) من الثلوج سنوياً.

## وصلات خارجية
- "Mount Lemmon". نظام معلومات الأسماء الجغرافية, U.S. Geological Survey.
- قالب:Cite summitpost
- NOAA "Mount Lemmon Forecast".
- David Leighton (5 يناير 2015). "Street Smarts: Highway, mountain named for botanist". Arizona Daily Star. مؤرشف من الأصل في 2018-05-29.